# Distrito electoral federal 7 de Guerrero
El VII Distrito Electoral Federal de Guerrero es uno de los 300 Distritos Electorales en los que se encuentra dividido el territorio de México para la elección de diputados federales y uno de los 9 en los que se divide el estado de Guerrero. Su cabecera es la ciudad de Chilpancingo de los Bravo.
El Distrito VII de Guerrero está integrado por los municipios Chilpancingo de los Bravo, 
Eduardo Neri, General Heliodoro Castillo, Leonardo Bravo.

## Distritaciones anteriores

### Distritación 1996 - 2005
Entre 1996 y 2005 el distrito séptimo se encontraba en la misma zona integrándolo los municipios de Coyuca de Benítez, Chilpancingo de los Bravo, Juan R. Escudero, Leonardo Bravo y Teconapa.

## Diputados por el distrito
| Diputado                                                                          | Grupo parlamentario | Legislatura              | Periodo     |
| --------------------------------------------------------------------------------- | ------------------- | ------------------------ | ----------- |
| Antonio Carrión                                                                   |                     | III                      | 1863 - 1865 |
| Vacante                                                                           | Vacante             | IV                       | 1867 - 1868 |
| Esteban Benítez                                                                   |                     | V                        | 1869 - 1871 |
| Vacante                                                                           | Vacante             | VI VII                   | 1871 - 1875 |
| Mariano Ortiz de Montellano                                                       |                     | VIII                     | 1875 - 1878 |
| Amador Baunet                                                                     |                     | IX                       | 1878 - 1880 |
| Luis Gómez Daza                                                                   |                     | X                        | 1880 - 1882 |
| Juan Pablo de los Ríos                                                            |                     | XI XII                   | 1882 - 1886 |
| Manuel I. Zamora                                                                  |                     | XIII                     | 1886 - 1888 |
| Alberto Lombardo                                                                  |                     | XIV XV XVI               | 1888 - 1894 |
| Emilio E. García                                                                  |                     | XVII                     | 1894 - 1896 |
| Julio Álvarez                                                                     |                     | XVIII                    | 1896 - 1898 |
| Francisco Romero                                                                  |                     | XIX                      | 1898 - 1900 |
| Alonso Guide                                                                      |                     | XX                       | 1900 - 1902 |
| Fidencio Hernández                                                                |                     | XXI                      | 1902 - 1904 |
| Juan Pérez Gálvez                                                                 |                     | XXII                     | 1904 - 1906 |
| Vacante                                                                           | Vacante             | XXIII                    | 1906 - 1908 |
| Juan Pérez Gálvez                                                                 |                     | XXIV XXV                 | 1908 - 1912 |
| Vacante                                                                           | Vacante             | XXVI Constituyente XXVII | 1912 - 1918 |
| David Pastrana Jaimes                                                             |                     | XXVIII                   | 1918 - 1920 |
| Urbano Lavín                                                                      |                     | XXIX                     | 1920 - 1922 |
| José Castilleja                                                                   |                     | XXX                      | 1922 - 1924 |
| Juan B. Salazar                                                                   |                     | XXXI                     | 1924 - 1926 |
| Miguel Andreu Almazán                                                             |                     | XXXII                    | 1926 - 1928 |
| Maurilio Vázquez Melo                                                             | PRG                 | XXXIII                   | 1928 - 1930 |
| El VII distrito es suprimido en 1930. Es restablecido en la distritación de 1978. |                     |                          |             |
| Jorge Montúfar Araujo                                                             |                     | LI                       | 1979 - 1982 |
| Eloy Polanco Salinas                                                              |                     | LII                      | 1982 - 1985 |
| Félix Liera Ortiz                                                                 |                     | LIII                     | 1985 - 1988 |
| Pablo Ávalos Castro                                                               |                     | LIV                      | 1988 - 1991 |
| Nabor Ojeda Delgado                                                               |                     | LV                       | 1991 - 1994 |
| René Juárez Cisneros                                                              |                     | LVI                      | 1994 - 1997 |
| Pioquinto Damián Huato                                                            |                     | LVII                     | 1997 - 2000 |
| Heriberto Huicochea Vázquez                                                       |                     | LVIII                    | 2000 - 2002 |
| Lourdes Gallardo Pérez                                                            | 2002 - 2003         | LVIII                    |             |
| Mario Moreno Arcos                                                                |                     | LIX                      | 2003 - 2006 |
| Carlos Sánchez Barrios                                                            |                     | LX                       | 2006 - 2008 |
| Octavio Adolfo Klimek Alcaraz                                                     | 2008 - 2009         | LX                       |             |
| Mario Moreno Arcos                                                                |                     | LXI                      | 2009 - 2012 |
| Jorge Salgado Parra                                                               |                     | LXII                     | 2012 - 2015 |
| Beatriz Vélez Núñez                                                               |                     | LXIII                    | 2015 - 2018 |
| Carlos Sánchez Barrios                                                            |                     | LXIV LXV                 | 2018 -      |

## Resultados electorales

### 2009
|  | 6.52 % |

|  | 50.54 % |

|  | 13.97 % |

|  | 9.36 % |

|  | 6.62 % |

|  | 7.09 % |

|  | 0.42 % |

|  | 0.08 % |

|  | 5.40 % |

|  | 100.00 % |